# We Don't Talk About Bruno
«We Don't Talk About Bruno» —en Latinoamérica titulada en su propia versión como «No se habla de Bruno»— es una canción de la película animada Encanto de Disney de 2021, con música y letra escrita por Lin-Manuel Miranda. Fue lanzado por Walt Disney Records como parte de la banda sonora de la película el 19 de noviembre de 2021. La canción es un número coral, interpretada por los miembros del elenco de voces Carolina Gaitán, Mauro Castillo, Adassa, Rhenzy Feliz, Diane Guerrero y Stephanie Beatriz, mientras que la versión en español está interpretada también por Carolina Gaitán y Mauro Castillo incluyendo a Daniela Sierra, Juanse Diez, Isabel Garcés y Olga Lucía Vives.
Con chismes y rumores sobre Bruno Madrigal, el tío de Mirabel Madrigal condenado al aislamiento, cuyo don para la profecía se ha asociado con la desgracia y lo ha distanciado del resto de los Madrigal, «We Don't Talk About Bruno» ve a los miembros de la familia explicarle a Mirabel por qué no hablan de Bruno. La canción insinúa que Bruno es un villano, lo cual es central en la trama de la película. Se despoja aún más de los estilos narrativos de las canciones convencionales de villanos de Disney, al enumerar las perspectivas de los protagonistas sobre el villano. Musicalmente, «We Don't Talk About Bruno» combina estilos de música latina como la guajira con elementos pop, hip hop, dance y Broadway, y presenta un clímax polifónico en forma de madrigalismo.
Los críticos elogiaron la destreza de Miranda y revisaron la canción positivamente, citando su elemento misterioso y su ritmo pegadizo. «We Don't Talk About Bruno» fue un éxito comercial viral. Alcanzó el puesto número uno en el Billboard Hot 100 de Estados Unidos, convirtiéndose en la canción de Disney con las listas más altas del siglo XXI, y alcanzó el número uno en el Reino Unido, así como el top 10 en Australia, Canadá e Irlanda.

## Antecedentes y lanzamiento

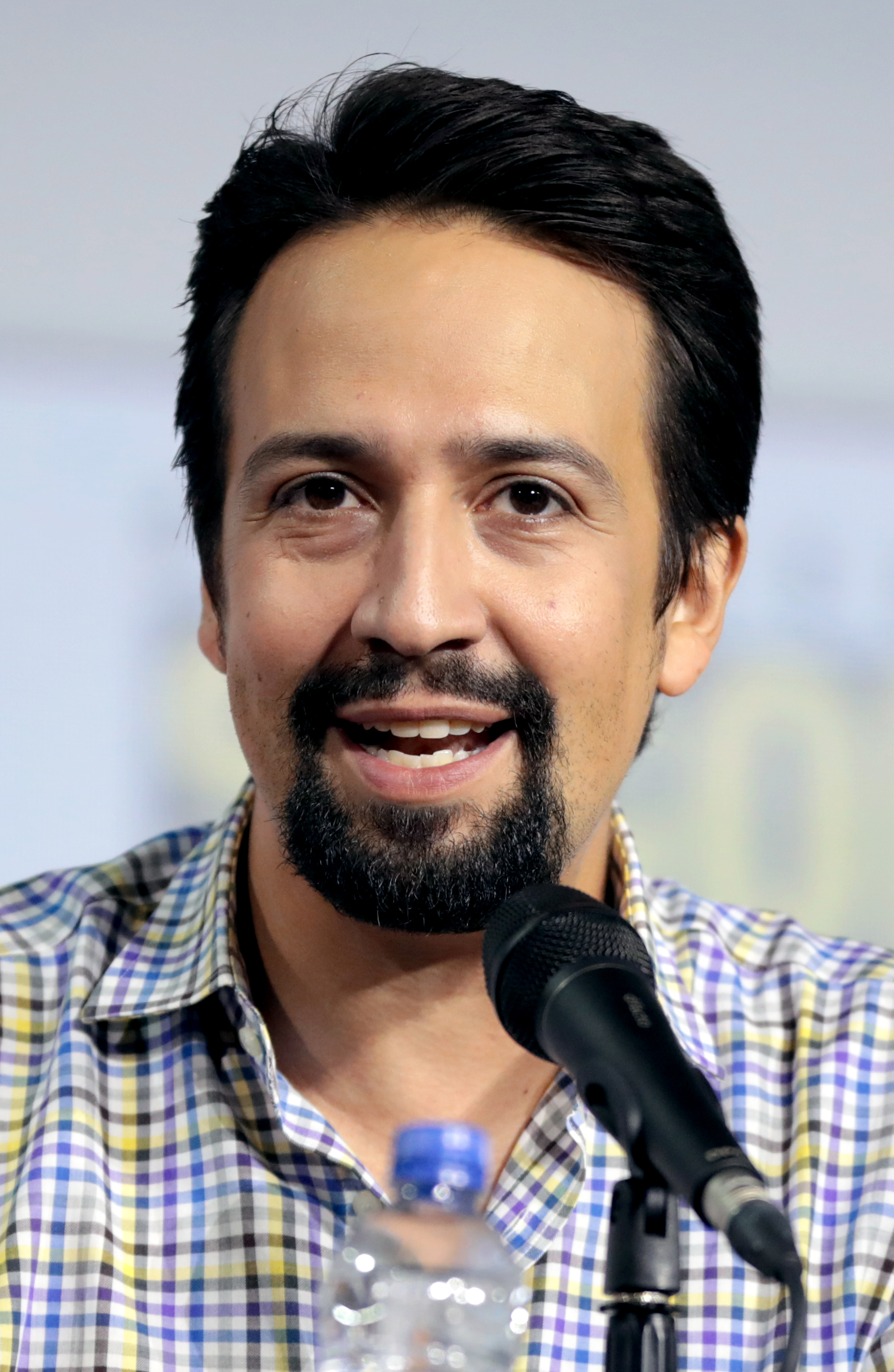
El actor, dramaturgo y músico estadounidense Lin-Manuel Miranda escribió las canciones originales de Encanto, incluida «We Don't Talk About Bruno».

«We Don't Talk About Bruno» es una canción de la película estadounidense de comedia de fantasía musical animada por computadora de 2021, Encanto, de Walt Disney Animation Studios; es la película número 60 del estudio. La canción aparece como la tercera pista de la banda sonora de la película, que ha sido lanzada en 46 idiomas. Fue escrita y compuesta por el cantautor estadounidense Lin-Manuel Miranda, quien también escribió las otras siete canciones de la banda sonora. Anteriormente, también trabajó en la película animada de Disney de 2016, Moana. La canción es interpretada por los miembros del elenco de la película: la cantante colombiana Carolina Gaitán (que da voz al personaje de Pepa), el músico colombiano Mauro Castillo (Félix), la cantautora estadounidense Adassa (Dolores), el actor estadounidense Rhenzy Feliz (Camilo) y actrices estadounidenses, Diane Guerrero (Isabela) y Stephanie Beatriz (Mirabel), en el orden de sus apariciones en la canción.

## Composición
Miranda lanzó la canción como un conjunto porque quería crear temas musicales para representar a todos los miembros de la familia, especialmente a «aquellos que no necesariamente entienden su solo». Dijo que buscó «A Weekend in the Country» de A Little Night Music y «Christmas Bells» de Rent. Describió «We Don't Talk About Bruno» como un número de «chismes» porque hay cosas de las que los miembros de la familia no hablan uno frente al otro. Esta es una analogía directa y una metáfora que se corresponde con lo que sucede en la trama, donde cada uno de los miembros de la familia tienen un poder mágico, especial y único, y entre todos los poderes se complementan para crear esa gran armonía en la familia, en la casa y en el pueblo, tal como sucede en la canción. El primer verso trata sobre quién está contando la historia: la tía de Mirabel, Pepa, y el tío Félix, a quien Miranda basó en su padre, Luis Miranda. Miranda dijo que «todos cantan la misma progresión de acordes con un ritmo totalmente diferente y una cadencia totalmente diferente». Durante los primeros conceptos de la película, el personaje de Bruno se llamaba Oscar. Miranda eligió el nombre de Bruno para poder incluir la letra «Bruno, no, no, no» en la canción. «We Don't Talk About Bruno» es una canción pop latina, fusiona varios estilos musicales como la guajira, el folclore cubano, el hip hop y la música bailable.

## Letra
La canción detalla la trama secundaria que involucra al personaje de Encanto, Bruno Madrigal, uno de los tres hijos de Alma y Pedro Madrigal, junto a sus hermanas Julieta y Pepa. Después de que ocurre un evento mágico, él, como el resto de su familia, obtiene un superpoder; la suya es la capacidad de prever visiones del futuro. Sin embargo, este «regalo» no es reconocido como útil para nadie y Bruno ya «incómodo» termina siendo rechazado por la familia y el pueblo durante más de diez años. «We Don't Talk About Bruno» explica cómo Bruno se llevó mal con su hermana Pepa el día de su boda, cuando Bruno hizo una broma pronosticando lluvia y truenos. Como Pepa tiene la capacidad de controlar el clima con sus emociones y no el mejor temperamento, la broma del hermano hace que ella cree un huracán.
Más tarde, Mirabel no recibe un regalo y Alma le pide a Bruno que averigüe por qué. Tiene una visión de Mirabel en medio de la casa agrietada o casita. Aunque la visión podría interpretarse de manera optimista y puede cambiarse, Bruno teme que dejar que los Madrigales sepan sobre la visión debido a su «aguda intuición y clarividencia» haría que los Madrigales se vuelvan contra Mirabel. Bruno termina dejando a los Madrigales, viviendo una vida de exilio detrás de los muros de la casa de la familia. Aunque descuidado, se demuestra que Bruno en realidad se preocupa profundamente por su familia, exiliándose voluntariamente para proteger a la protagonista de la historia, Mirabel, y arreglando en secreto las grietas en las paredes donde se queda.
En la primera canción de Encanto, «The Family Madrigal», Mirabel detalles que Bruno tuvo hace años desaparecidas. Después de que todos, excepto Mirabel, recibieron su don, su casa mágica comienza a resquebrajarse y Mirabel se aventura a buscar a Bruno, con la esperanza de que sus visiones proféticas puedan explicar por qué no tiene ningún don. La familia sigue sin saber que Bruno nunca salió de la casa. Cuando Bruno finalmente regresa, sus hermanas se alegran de verlo y su madre lo besa. Bruno también explica que solo estaba bromeando con su hermana.

## Recepción de la crítica
Los críticos de música elogiaron la composición de mezcla de géneros de la canción y el elemento misterioso de su letra. Jamie Kenney de Romper, llama «We Don't Talk About Bruno» la posición de salida de Encanto, «que, por encima de todos los demás, deliciosamente se ha estancado en nuestro cerebro y vivió allí sin pagar alquiler, ya vimos la película nuestros hijos durante las vacaciones». Caroline Cao de /Film clasificó la canción como el mejor en la banda sonora de Encanto, llamándolo llena de humor y matizada, señalando a continuación: «"We Don't Talk About Bruno" estalla con las  personalidades vibrantes de los Madrigales, desde los susurros rápidos de Adassa como la prima Dolores a la forma en que Rhenzy Feliz disfruta contando una historia como el primo demasiado imaginativo Camilo». Cao lo consideró una «pieza de conjunto perfecta que ilumina a cada personaje, arroja luz sobre los temas generales de la historia y ofrece una cantidad incomparable de información sobre el mundo de Encanto». Kristen Brown de Screen Rant también llamó la mejor canción de la película. Clayton Davis de Variety cuestionó por qué la canción no se presentó para una nominación al Premio de la Academia a la Mejor Canción Original, atribuyéndolo a que Disney no esperaba una reacción positiva a la canción; La fecha límite de la Academia para la presentación de canciones fue el 1 de noviembre. En cambio, «Dos Oruguitas» se presentó para Encanto, que Davis dijo que podría haber sido "la apuesta más segura" para los estrategas de premios, debido a que resuena emocionalmente con el público. El crítico de Slate, Chris White atribuyó el ritmo de la música latina de la canción, la influencia de Broadway, las melodías «pegadizas y apretadas», los versos distintos, el clímax dramático y el elemento misterioso de su letra a su éxito viral.

## Análisis
Ian Kumamoto de Mic calificó la situación de Bruno como un recordatorio «conmovedor» de cómo se trata la enfermedad mental en las familias de color, analizando el rechazo de su propia familia como «no solo injusto, sino siniestro», ya que el personaje tiene una enfermedad mental limítrofe o neurodivergencia. Kumamoto dijo que ahí es donde entra la importancia de «We Don't Talk About Bruno»: «Cuando escuchas la canción con atención, los miembros de la familia en realidad no se quejan de nada de lo que Bruno haya hecho mal, simplemente no No sé qué hacer con él». Bonnie Jean Feldkamp de Sharon Herald también dijo que se podría argumentar que Bruno sufre una enfermedad mental, ya que exhibe «tics de "toc-toc-toc en madera", entre otros».
En la canción, varios miembros de la familia de Bruno comparten sus recuerdos de él, desde sus profecías hasta sus extraños rasgos, hasta que se describe que tiene un «marco de siete pies«. Jamie Kenney de Romper resume el destino de Bruno como un profeta: «Es muy bueno cuando te dicen algo que desea escuchar, pero cuando es una mala noticia? Bueno, es más fácil satanizar al portador de esa noticia que aceptarla». De manera similar, Princess Weekes de The Mary Sue dijo: «Bruno fue la parte de la familia que abrazó la diferencia [...] Porque cuando tratamos al bicho raro de la familia como un paria por el único pecado de ser un poco diferente, cortamos los lazos de familia que estamos tratando de proteger». Caroline Cao de /Film compartió ese sentimiento: «El verdadero villano son las inseguridades de la familia, su vergüenza y su incapacidad para hablar de sus problemas. Al negar estas verdades, los Madrigal excluyen a un ser querido que solo estaba tratando de ayudar».
Cuando se interpreta la canción en la película, la secuencia muestra a Bruno corriendo en el fondo, principalmente en el balcón de la casa. George Chrysostomou de Screen Rant interpretó esto como un reflejo de dónde ha estado Bruno: «Si bien puede parecer una película para agregar al número musical, en realidad presagia que Bruno nunca se fue realmente, sino que se escondió dentro de su casa». Bill Bradley del mismo sitio web comentó más tarde que dado que los ojos de Bruno brillaban, lo que solo sucede cuando está haciendo una profecía, probablemente se trataba de Camilo (que puede cambiar de forma). El personaje de Dolores, que puede escuchar sonidos a lo lejos, revela al final de la película que pudo escuchar a Bruno en la casa todo el tiempo. Ella había mencionado esto varias veces antes, particularmente en «We Don't Talk About Bruno», donde canta líneas como «Es como si lo escuchara ahora» y «Puedo escucharlo ahora».

## Desempeño comercial
Una semana después de que la película estuvo disponible para transmitir, «We Don't Talk About Bruno» alcanzó el número uno en Spotify de Estados Unidos, mientras que los videos musicales y con letras obtuvieron más de 30 millones de visitas y 10 millones de visitas en su primera semana respectivamente. Para el 7 de enero de 2022, seguía siendo el video musical de mayor tendencia desde su lanzamiento el 28 de diciembre. También se convirtió en un sonido popular en la aplicación para compartir videos TikTok. Además, para el 19 de enero de 2022, ya había llegado a las 100 millones de reproducciones en YouTube.
Para la semana del 8 de enero de 2022, la canción fue la nueva entrada principal en el Billboard Hot 100 de Estados Unidos, debutando en el número 50 con 12,4 millones de reproducciones, junto con otra canción de Encanto, «Surface Pressure», en el número 54. La semana siguiente, la canción saltó al número cinco, con 25,2 millones de transmisiones, lo que le valió a los seis artistas acreditados sus primeras 10 entradas en la lista. Lin-Manuel Miranda también obtuvo su primer crédito de escritura entre los 10 primeros; anteriormente alcanzó el número 20 en octubre de 2017 como artista y escritor con «Almost Like Praying», un sencillo benéfico con Artists for Puerto Rico. A la semana siguiente, se elevó al número cuatro, superando a «Let It Go», de Frozen (2013) para convertirse en la canción más alta en las listas a partir de una película de Disney desde «Colors of the Wind» de la película de 1995, Pocahontas.
En el Reino Unido, la canción se disparó del número 66 al número cuatro en su segunda semana en la lista de sencillos del Reino Unido, y alcanzó el número uno en su cuarta semana en las listas. La canción se convirtió en la primera canción original de Disney en encabezar la lista; de lo contrario, es la primera canción de Disney en encabezar la lista desde la versión de Gareth Gates de «Suspicious Minds» de Lilo & Stitch: una banda sonora original de Walt Disney Records en 2002.
Finalmente, para la semana del 31 de enero de 2022, la canción se posicionó en el primer lugar del Billboard Hot 100 superando a «Easy on Me» de Adele, convirtiéndose en la primera canción de Disney en liderar este listado desde que «A Whole New World» de Aladdín lo hiciera en 1992. Además, «We Don't Talk About Bruno» se convirtió en la primera canción de Disney en liderar las listas británicas y estadounidenses simultáneamente.

## Posicionamiento en listas
| Listas (2022)                         | Mejor posición |
| ------------------------------------- | -------------- |
| Alemania (Offizielle Deutsche Charts) | 71             |
| Australia (ARIA)                      | 5              |
| Austria (Ö3 Austria Top 40)           | 49             |
| Bélgica (Flandes) (Ultratop 50)       | 40             |
| Canadá (Canadian Hot 100)             | 3              |
| 50                                    |                |
| 49                                    |                |
| España (PROMUSICAE)                   | 38             |
| Estados Unidos (Billboard Hot 100)    | 1              |
| Filipinas (Billboard)                 | 6              |
| Global 200 (Billboard)                | 1              |
| Grecia (IFPI)                         | 41             |
| Hungría (Single Top 40)               | 27             |
| Irlanda (IRMA)                        | 4              |
| Islandia (Plötutíðindi)               | 3              |
| Lituania (AGATA)                      | 76             |
| Nueva Zelanda (Recorded Music NZ)     | 14             |
| Países Bajos (Mega Single Top 100)    | 41             |
| Portugal (AFP)                        | 71             |
| Reino Unido (UK Singles Chart)        | 1              |
| Singapur (RIAS)                       | 18             |
| Sudáfrica (RISA)                      | 34             |
| Suecia (Sverigetopplistan)            | 55             |
| Suiza (Schweizer Hitparade)           | 87             |